# Mikhaïl Kritchevski
Mikhaïl Efimovich Kritchevski (en russe : Моисе́й (Мо́йше, Михаи́л) Ефи́мович Криче́вский, en ukrainien : Мусій Юхимович Кричевський) (25 février 1897 - 26 décembre 2008) était un supercentenaire ukrainien. Il était le dernier survivant des vétérans de la Première Guerre mondiale ayant appartenu à l'armée impériale russe. Kritchevski rejoignit l'armée en 1917. Les comptes rendus diffèrent quant à savoir s'il avait été envoyé sur le front austro-hongrois. Après la révolution d'Octobre, il rentra chez lui, où il s'installa et vécut à Donetsk.

## Sources
- (en) Cet article est partiellement ou en totalité issu de l’article de Wikipédia en anglais intitulé « Mikhail Krichevsky » (voir la liste des auteurs).